# Ilse Aichinger
Ilse Aichinger (Viena, 1 de noviembre de 1921-11 de noviembre de 2016) fue una escritora austriaca, conocida por haber relatado la persecución a la que se vio sometida por el nazismo debido a su origen judío.

## Vida y obra
Aichinger nació en 1921 junto a su hermana gemela, Helga. Su madre era una médica judía, y su padre un maestro cristiano. Su infancia transcurrió entre Linz y Viena, donde su familia sufrió la persecución iniciada por los nazis en 1933 contra los judíos. En 1938 su madre fue despojada de su casa y despedida del trabajo por los nazis. En 1939 solo su hermana gemela, emigra a Inglaterra, los demás debido a la guerra no pueden seguirla. Ella y su madre pasan la Segunda Guerra Mundial en Viena. En 1942 los alemanes, asesinan a los hermanos de su madre y a su abuela.
Aichinger comenzó a estudiar medicina en 1945, trabajando al mismo tiempo como escritora. En su primer relato, Das vierte Tor (La cuarta puerta), escribió sobre su experiencia durante el nazismo. Ese mismo año, un ensayo de Aichinger, Aufruf zum Misstrauen (Una llamada a la desconfianza) fue criticado por el llamamiento que ella hace a la «autodesconfianza» (Selbstmisstrauen):

«¡La claridad de nuestras intenciones, la profundidad de nuestros pensamientos, la bondad de nuestros actos! ¡Tenemos que dudar incluso de nuestra propia verdad!».

Después de cinco semestres, Aichinger abandonó de nuevo en 1948, sus estudios de medicina, para terminar su primera novela, Die gröβere Hoffnung (La esperanza más grande). Una de las primeras obras sobre el Holocausto judío y autobiográfica.
En 1953 se casó con el escritor y ensayista alemán Günter Eich con el que tuvo un hijo el actor y escritor Clemens Eich y una hija (Mirjam Eich).
En 1952 recibió el premio del Grupo 47 por el relato Spiegelgeschichte. En 1955, Aichinger fue galardonada con el Immermann-Preis de la ciudad de Düsseldorf, y en 1956 se unió a la Akademie der Künste (Academia de Arte) de Berlín; en 1957 ganó el Literaturpreis der Freien Hansestadt Bremen (Premio de literatura de la ciudad libre hanseática de Bremen). 
En 1963, Aichinger se mudó a Groβmain, cerca de Salzburgo. Más tarde, en 1971, fue galardonada con el Nelly-Sachs-Preis.
En 1987 recibió el Europalia-Literatur-Preis, y en 1991 el Groβer Literaturpreis de la Bayerische Akademie der Schönen Künste. También recibió en 1995 el Gran Premio de Literatura de Austria al conjunto de su obra y en 2000 el Premio Joseph Breitbach, este último junto a W. G. Sebald y Markus Werner.

## Obra
- Das vierte Tor (1945)
- Die größere Hoffnung (1948)
- Spiegelgeschichte (1949)
- Der Gefesselte (1953)
- Das Fenster-Theater (1954)
- Kleist, Moos, Fasane (1987)
- Film und Verhängnis (2001)
- Unglaubwürdige Reisen, cuentos (2005)
- Subtexte, ensayos (2006)